# تيريزا هيل
تيريزا هيل (بالإنجليزية: Teresa Hill)‏ هي ممثلة أمريكية، ولدت في 9 مايو 1969 في الولايات المتحدة.

## وصلات خارجية
- تيريزا هيل على موقع IMDb (الإنجليزية)
- تيريزا هيل على موقع قاعدة بيانات الفيلم (الإنجليزية)